# Dnepr (vettore)
Il lanciatore Dnepr (in ucraino: Дніпро, Dnipró; in russo: Днепр, Dnepr) è un vettore ucraino, chiamato così in onore del fiume Dnepr. Si tratta di un missile balistico intercontinentale convertito per il lancio di satelliti artificiali in orbita e gestito dall'azienda ISC Kosmotras. Il primo lancio avvenne il 21 aprile 1999 e mise con successo il mini satellite dimostrativo UoSAT-12, che pesava 350 kg, in un'orbita terrestre bassa a 650 km.

## Storia
Il lanciatore Dnepr è basato sul missile intercontinetale (ICBM) R-36MUTTH, codice NATO SS-18 Satan, progettato nel 1970 dall'OKB Južnoe di Dnipropetrovsk, Ucraina, che era allora parte dell'URSS.
I sistemi di controllo del Dnepr erano stati progettati e costruiti dalla JSC "Khartron" a Charkiv. Il lanciatore è un razzo a tre stadi che usa propellente ipergolico. I lanciatori usati per mettere in orbita i satelliti sono esemplari ritirati dal servizio delle Forze missilistiche strategiche della Federazione Russa e immagazzinati per usi commerciali. Un totale di circa 150 ICBM sono stati disarmati e convertiti per l'uso, fino al 2020, sottostando a specifici accordi geopolitici. I Dnepr sono lanciati dal cosmodromo russo di Bajkonur in Kazakistan e dalla base Dombarovsky, vicina a Yasny, nella regione russa di Orenburg.
Nel febbraio 2015, in seguito al peggioramento delle relazioni internazionali dovute all'intervento militare russo in Ucraina, la Russia ha annunciato che "interromperà il programma congiunto con l'Ucraina per il lancio dei Dnepr e del cessato interesse nell'acquisto dei booster ucraini Zenit", decisione che va a influire negativamente il programma spaziale ucraino e a mettere in ulteriore difficoltà la fabbrica di produzione Yuzmash. La ISC Kosmotras ha comunicato che continueranno a soddisfare gli obblighi già intrapresi per tre lanci con Dnepr nel 2015 (di cui soltanto uno realmente effettuato).
Verso la fine del 2016, nessun altro lancio è stato effettuato e i clienti in attesa sono stati spostati su altri lanciatori.

## Performance
Il lanciatore Dnepr ha subito poche modifiche comparato agli ICBM R-36M in servizio da cui deriva. La principale differenza risiede nell'aggancio del payload nella testa del razzo e il programma di controllo modificato. La versione base del razzo può portare fino a 3 600 kg in una orbita bassa a 300 km con una inclinazione di 50,6°, o 2 300 kg a 300 km in un'orbita eliosincrona con una inclinazione di 98,0°. In una tipica missione, il Dnepr può ospitare un payload principale e un payload secondario, come un CubeSat.

## Lanci effettuati
Prima del servizio commerciale, il lanciatore Dnepr è stato in servizio presso le Forze Missilistiche Strategiche dove ha raggiunto i 160 lanci con oltre il 97% dell'affidabilità.
Nel servizio commerciale il Dnepr ha collezionato un solo lancio fallito e, in ben due periodi storici, ha raggiunto due record: nell'aprile 2007 ha segnato il singolo lancio con il maggior numero di satelliti rilasciati con successo in orbita (14), record imbattuto fino al 20 novembre 2013. Il 21 novembre segnò un nuovo record con la messa in orbita (LEO) contemporanea di 32 satelliti e un payload sperimentale direttamente attaccato all'ultimo stadio del missile. Quest'ultimo record fu battuto da un Antares nel gennaio 2014 che portò in orbita 34 payload.
| volo | Data (UTC)               | Payload | Orbita                    | sito di lancio |
| ---- | ------------------------ | --- | ------------------------- | -------------- |
| 1    | April 21, 1999 04:59     | UoSAT-12 | LEO 650 km / 65˚          | Baikonur       |
| 2    | September 26, 2000 10:05 | - MegSat-1 (Italy) - UniSat (Italy) - TiungSat-1 (Malaysia) - SaudiSat-1A/1B (Saudi Arabia) | LEO 650 km / 65˚          | Baikonur       |
| 3    | December 20, 2002 17:00  | - LatinSat 1/2 (Argentina) - SaudiSat-1S (Saudi Arabia) - UniSat 2 (Italy) - Rubin 2 (Germany) - TrailBlazer Test (USA) | LEO 650 km / 65˚          | Baikonur       |
| 4    | June 29, 2004 06:30      | - Demeter (France) - Saudicomsat-1/2 (Saudi Arabia) - SaudiSat 2 (Saudi Arabia) - LatinSat C/D (Argentina) - Unisat-3 (Italy) - Amsat Echo (USA) | SSO 700 × 850 km / 98˚    | Baikonur       |
| 5    | August 23, 2005 21:10    | - OICETS (Japan) - INDEX / Reimei (Japan) | SSO 600 × 550 km / 98˚    | Baikonur       |
| 6    | July 12, 2006 14:53      | Genesis I (USA) | LEO 560 km / 65˚          | Yasny          |
| 7    | July 26, 2006 19:43      | - BelKA (Belarus) - UniSat-4 (Italy) - PiCPoT (Italy) - Baumanets (Russia) - AeroCube-1 - PolySat CP-1/2 - ICEcube-1/2 - ION - KUTESat - Merope - Rincon 1 - Mea Huaka`i (Voyager) (USA) - SACRED (USA) - HAUSAT-1 (South Korea) - Ncube-1 (Norway) - SEEDS (Japan)                                                                                           | Non ha raggiunto l'orbita | Baikonur       |
| 8    | April 17, 2007 06:46     | - EgyptSat 1 - SaudiSat 3 - SaudiComSat 3-7 - PolySat CP-3/4 - CAPE-1 - Libertad 1 (Colombia) - AeroCube 2 - CubeSat TestBed 1 - MAST | SSO 692 × 665 km / 98˚    | Baikonur       |
| 9    | June 15, 2007 02:14      | TerraSAR-X | LEO 514 km / 97˚          | Baikonur       |
| 10   | June 28, 2007 15:02      | Genesis II | LEO 560 km / 65˚          | Yasny          |
| 11   | August 29, 2008 07:16    | RapidEye 1-5 | [ 10 ]                    | Baikonur       |
| 12   | October 1, 2008 06:37    | THEOS | SSO                       | Yasny          |
| 13   | July 29, 2009 18:46      | - DubaiSat-1 - Deimos-1 - UK-DMC 2 - Nanosat 1B - AprizeSat-3/4 | SSO                       | Baikonur       |
| 14   | April 8, 2010 13:57      | Cryosat-2 | Orbita polare             | Baikonur       |
| 15   | June 15, 2010 14:42      | - Prisma - PICARD - BPA-1 | SSO                       | Yasny          |
| 16   | June 21, 2010 02:14      | TanDEM-X | LEO                       | Baikonur       |
| 17   | August 17, 2011 07:12    | - Sich-2 - NigeriaSat-2 - NigeriaSat-X - RASAT - EduSAT - AprizeSat-5/6 - BPA-2 | LEO                       | Yasny          |
| 18   | August 22, 2013 14:39    | KOMPSat-5 | LEO                       | Yasny          |
| 19   | November 21, 2013 07:10  | - STSAT-3 - DubaiSat-2 - SkySat 1 - WNISAT 1 - Lem (BRITE-PL) - AprizeSat-7/8 - UniSat 5 - Delfi-n3Xt - Dove 3/4 - Triton 1 - CINEMA 2/3 - OPTOS - CubeBug 2 - GOMX 1 - NEE-02 Krysaor - FUNcube-1 - HiNCube - ZACUBE-1 - ICube 1 - HumSat-D - PUCP-SAT 1 - First-MOVE - UWE 3 - VELOX-P 2 - BeakerSat 1 - $50SAT - QubeScout S1 - Wren - Pocket-PUCP - BPA 3 | LEO                       | Yasny          |
| 20   | June 19, 2014 19:11      | - Deimos-2 - KazEOSat 2 - UniSat 6 - SaudiSat-4 - AprizeSat-9/10 - Hodoyoshi 3 / Hodoyoshi 4 - BRITE CA-1/2 - TabletSat-Aurora - BugSat 1 - Perseus-M 1/2 - QB50 P1/P2 - NanoSatC-Br 1 - DTUSat 2 - POPSAT-HIP 1 - PolyITAN 1 - PACE - Duchifat-1 - Flock-1c 1-11 - AeroCube 6 - Lemur 1 - ANTELSAT - Tigrisat                                                | LEO                       | Yasny          |
| 21   | November 6, 2014 07:35   | - ASNARO 1 - Hodoyoshi 1 - ChubuSat 1 - Tsubame - QSAT-EOS | LEO                       | Yasny          |
| 22   | March 25, 2015 22:08     | KOMPSat-3A | LEO                       | Yasny          |